# 人は見た目が100パーセント
『人は見た目が100パーセント』（ひとはみためが100パーセント）は、大久保ヒロミによる日本の漫画。『BE・LOVE』（講談社）にて2014年第1号から2015年第23号まで連載された。連載完結後、ドラマ化記念に同誌で2017年7号から同年12号まで短期集中連載。単行本は全5巻。2017年4月にフジテレビ系でテレビドラマ化された。

## あらすじ
とある製紙会社に勤める優秀な理系女子研究員、城之内純（じょうのうち じゅん）、佐藤聖良（さとう せいら）、前田満子（まえだ みつこ）。これまで研究に没頭し、研究室に引きこもり､「女子力」や「美」などとは無縁だった3人は「このままではいけない!｣と思い立ち、就労後に「美」についての特別研究を始めることに。しかし、つけまつげに柄パン、太眉にアヒル口、何を試しても何故か笑える結果に。それでもめげない3人は試行錯誤をし、ダサい自分を卒業するため日々奮闘するのだった。

## 登場人物
城之内 純
30歳。製紙会社の研究員。細身で長身だが、とにかく地味でダサい。つぶらな裸眼がコンプレックスであり、普段は眼鏡をかけることでキリッと仕事のできるイメージを保っているが、外した途端に気弱になり、自分をとことん卑下する癖がある。生まれてこの方男性と付き合ったことがない。
佐藤 聖良
製紙会社の研究員。25歳。小柄でぽっちゃりした体型。「おやじ女子」「ぽっちゃり女子」などの言葉が流行る割に、自分がモテないことを不思議がっており、積極的に「美」の研究に励む。しかし、服を買うより美味しいものにお金を使いたいと思ってしまうのが弱点。
前田 満子
製紙会社の研究員。40歳。「細眉」や「肩パッド」など、「美」についての知識が非常に古く、発言の端々に哀愁が漂うアラフォー。どんなに流行のメイクを学んでも、なぜだか、異常に濃いノーズシャドウだけは治らない。美意識が高まるにつれ、息子の彼女にライバル心を燃やすようになり、若返りを望むようになる。
益田
主人公の3人が勤務する製紙会社の総務課社員。キラキラした今どきの若い女性で、おしゃれや流行に敏感。
岸根
主人公の3人が勤務する製紙会社の総務課社員。益田と同じおしゃれ女子。主人公3人の「女子力」のお手本。

## 書誌情報
- 大久保ヒロミ 『人は見た目が100パーセント』 講談社〈KCデラックス BE LOVE〉、全5巻
  1. 2014年7月11日発売、ISBN 978-4-06-377028-5
  2. 2015年1月13日発売、ISBN 978-4-06-377112-1
  3. 2015年9月11日発売、ISBN 978-4-06-377305-7
  4. 2016年2月12日発売、ISBN 978-4-06-377424-5
  5. 2017年6月13日発売、ISBN 978-4-06-393215-7

## テレビドラマ
2017年4月13日から6月15日までフジテレビの『木曜劇場』にて放送された。主演は桐谷美玲。
2017年4月13日からフジテレビオンデマンド（FOD）で足立梨花、岡崎紗絵のW主演によるスピンオフドラマ「決戦はアフター5」が配信された。初回放送に先駆け、3月29日からFODプレミアム会員に向けて全5話のライブストリーミング配信が行われた。
また、木曜劇場では以前から、桐谷をイメージキャラクターに起用しているコーセーが協賛スポンサーになっており、このドラマと連動した30秒のインフォマーシャルが放送されている（これにも桐谷が出演）。

### キャスト

#### 主要人物【女子モドキ】
城之内 純
演 - 桐谷美玲
本作の主人公。製紙会社勤めの見た目はさえない真面目な理系女子研究員。研究に没頭し､「女子力」や「美」に背を向けた人生を歩んできたばかりに、おしゃれ偏差値が最底辺になってしまった。しかし、仕事の都合から、自分は「女子」ではなく「女子モドキ」なのかもしれないということに気がつき、研究室の同僚女子ふたりと一緒に3人で流行のメーク・ファッション・美容など「美の特別研究」を始める。
自宅アパートにはケアロボットが同居している。
友達の結婚式に出席した際に、憧れだった松浦栄子から辛辣な言葉を浴びせられ意気消沈していたところ、榊から髪を褒められたことで恋をしてしまう。
前田 満子
演 - 水川あさみ
子どものいる既婚者。若いころは当時流行していたルーズソックスやミニスカート、派手なメイクとイケイケのギャルだったが、結婚して子どもが生まれた後は家事と育児に追われ､「美」や流行から取り残されてしまう。現在では「妻であり、母であるが、女でない」というタイプで、ビューティーやファッションがイケイケの時代で止まっているため、「美」についての知識がズレている。
佐藤 聖良
演 - ブルゾンちえみ
自分に圧倒的な自信があり、おしゃれをすれば可愛くなると思っているが、そのやり方がわからず、男性とも付き合った経験がないぽっちゃり女子。自分に甘く、人に厳しい性格で、「自分基準」がはっきりしており、個性的で独特なメークをしている。食べることが「美」より「恋」より大好き。

#### その他
榊 圭一
演 - 成田凌
純が運命的な出会いを果たすイケメン美容師。三人の働く研究所の一階にあるテナントの美容院で働いている。雑誌モデルのヘアメイクもやっている。
丸尾 拓馬
演 - 町田啓太
三人の同僚で冴えない理系男子。仕事が終わった後、密かに行われている女子モドキたちによる「ビューティー研究」を不思議がっている。ある事をきっかけに聖良から盲目的に惚れられてしまうが、当人は全く気づいていない。
岸根 香澄
演 - 足立梨花
純たちと一緒に働くことになる庶務課の「ステキ女子」。最新のファッションをさらりと着こなし、流行のメイクなどにも敏感で、男性の目を引く存在。時おり純たちの「ビューティー研究」にも協力する。
森村 美優
演 - 岡崎紗絵
純たちと一緒に働くことになる庶務課の「ステキ女子」｡「美の特別研究」をする純たちに、時にはアドバイスもしていく。
岡部 和人
演 - 中尾暢樹
榊圭一の後輩美容師。香澄が気になっている様子。
三沢 基樹
演 - 堤下敦（インパルス）
丸尾と同じく冴えない理系男子その2｡
いわゆる「鈍感男子」で、3人の「ビューティー研究」にも辛辣な言葉を放つ。父方がハゲやすい家系だったため、髪の手入れには人一倍気合いを入れている。
國木田 修
演 - 鈴木浩介
松浦の右腕にして敏腕プロデューサー｡「女子モドキ」3人に、時に優しく時に厳しくアドバイスする。
松浦 栄子
演 - 室井滋
統括マネージャーでマーキュリーも設立した敏腕女社長。見た目が散々すぎるという理由で3人のことが大嫌い。
河合 景子
演 - 安座間美優
#01・新年会場の受付と会場内に登場。#02・ラボで城之内純に計算式を渡す。その際、揺れる髪とイヤリングが主人公達に憧憬焦燥させる。
矢部 奈緒子
演 - 関めぐみ
研究員の一人。松浦と同様に3人を目の敵にしている。
岩木 由佳子
演 - 楠見薫
柳下 麗子
演 - 渡辺舞
宮崎 彩花
演 - 藤本泉
ロボット
演 - ニコット
城之内 純と同居しているケアロボット(日本工業大学が企業と共同開発したヒューマノイドロボット)。

### スタッフ
- 原作 - 大久保ヒロミ『人は見た目が100パーセント』（講談社『BE・LOVE』）
- 脚本 - 相沢友子
- 音楽 - ☆Taku Takahashi
- 主題歌 - JY「女子モドキ」（ソニー・ミュージックレコーズ）
- チーフプロデュース - 中野利幸
- プロデュース - 草ヶ谷大輔
- 演出 - 松山博昭、品田俊介、永山耕三
- 制作 - フジテレビ第一制作センター

### 放送日程
| 話数                                                                         | 放送日  | サブタイトル                           | 演出     | 視聴率 |
| ---------------------------------------------------------------------------- | ------- | -------------------------------------- | -------- | ------ |
| 第1話                                                                        | 4月13日 | 恋も美容も苦手!!女子モドキが恋をする!? | 松山博昭 | 9.5%   |
| 第2話                                                                        | 4月20日 | 恋と人生の大逆転!!いざ変身!?           | 松山博昭 | 6.4%   |
| 第3話                                                                        | 4月27日 | 二人きりの夜!!女子モドキ奮闘           | 品田俊介 | 6.0%   |
| 第4話                                                                        | 5月04日 | もう止まらない想い 命懸けの恋          | 品田俊介 | 5.5%   |
| 第5話                                                                        | 5月11日 | ポジティブ女子には福来たる!!           | 松山博昭 | 6.5%   |
| 第6話                                                                        | 5月18日 | 逆境から這い上がれ!!                   | 永山耕三 | 6.4%   |
| 第7話                                                                        | 5月25日 | 二人きりの夜に奇跡の急接近!!           | 品田俊介 | 5.6%   |
| 第8話                                                                        | 6月01日 | 運命の二人!!遂に､真実のキス            | 松山博昭 | 5.8%   |
| 第9話                                                                        | 6月08日 | 運命の二人!!幸せを掴んだ､女子モドキ!!  | 品田俊介 | 5.7%   |
| 最終話                                                                       | 6月15日 | 恋愛!?友情!?最後の選択と決断           | 松山博昭 | 6.1%   |
| 平均視聴率 6.4％（視聴率はビデオリサーチ調べ、関東地区・世帯・リアルタイム） |         |                                        |          |        |

### 製作

#### 企画
プロデューサーの草ヶ谷大輔は原作を初めて読んだとき、まずタイトルのインパクトに目を奪われた。そして、「美」や「女子力」をテーマに描かれる大久保ヒロミならではのギャグの世界観と、思わず応援したくなってしまう「女子モドキ」たちのキャラクターに引き込まれた。いつの時代も、女性にとって切っても切れない永遠のテーマである「美」や「女子力」の追求は、幅広い女性に共感してもらえるドラマになると思い、企画された。

#### 配役
主人公の城之内純には桐谷美玲が選ばれた。プロデューサーの草ヶ谷によると、城之内というキャラクターは自分自身にコンプレックスを抱えているが、仕事の都合で人生の中でずっと背を向けていた「美」や「女子力」と向き合うこととなる。そんな主人公の必死にもがき頑張る姿が、モデルだけでなく女優、声優、ニュースキャスターと次々と活躍の場を広げて、常に新しいことに挑戦し続ける桐谷に相応しいと思いオファーに至った。原作と脚本を読んだ桐谷は城之内純はこれまで演じたことのないタイプで、かつ自身とも違うキャラクターであるため、演じるのが楽しみだったと語っている。桐谷は役作りのため、久々に黒髪に戻り、髪の長さも調整した。原作者の大久保ヒロミは桐谷の起用に関して「桐谷さんの白衣姿を想像するだけでワクワクします」と好意的なコメントをした。城之内の同僚・前田満子役には水川あさみが起用された。原作のなかでも一癖も蓋癖もある強烈なキャラクターである満子を演じきれるのは、コメディーからシリアスな役まで幅広い役柄を演じ、独特な存在感を放つ水川しかいないという理由から制作側は出演を依頼した。水川は出演に際し、「女子力がない女子を演じるのは女としてなかなかお恥ずかしいところですが、女優としてはこれ以上ない面白味です」とコメントした。理系女子3人組の1人、佐藤聖良役には、これが女優デビュー作となるお笑い芸人のブルゾンちえみが抜擢された。草ケ谷は原作を初めて読んだ時から聖良役にはブルゾンしかいないと考えており、大久保も「この役をやるために生まれてきたような人」と太鼓判を押した。
主人公が運命的に出会い、恋に落ちていくイケメン美容師・ 榊圭一役は成田凌が演じる。成田は美容師役は初挑戦だが、過去に美容師を目指しており美容師免許を取得している。成田は出演にあたり、「18歳の時に思い描いていた姿が、画面越しに見られるのかと思うと本当にうれしいですし、楽しみです」と喜びのコメントを寄せた。主人公と同じ会社に勤める研究員・丸尾拓馬役には劇団EXILEの町田啓太が起用された。体育会系出身の町田にとっては初の理系男子役であり、真逆の世界でとても興味深く、演じるのが楽しみと語った。
理系女子3人組とは逆の「ステキ女子」の岸根香澄役を足立梨花が、森村美優役を岡崎紗絵が演じる。主人公と同じ会社に勤める冴えない理系男子研究員・三沢基樹にはお笑いコンビ・インパルスの堤下敦が演じる。堤下は実際に大学で理系の工学部に通っていた経験がある。ドラマオリジナルキャラクターの大手化粧品メーカーの社員・松浦栄子役は室井滋が、栄子の右腕・國木田修役は鈴木浩介が演じる。

### 音楽
主題歌には、元KARAのメンバーであるJYの「女子モドキ」が起用されている。JYのファースト・アルバム『Many Faces〜多面性〜』からのリード曲であり、恋する女子の思いを軽快なトラックに乗せて歌うJYからの新たな応援歌として制作された。全体のサウンドプロデュースとアレンジは、ドラマのサウンドトラックを手掛けるm-floの☆Taku Takahashiが担当している。なお、桐谷とJYは同じ事務所である。

### 宣伝
2017年3月21日、ポスタービジュアルが解禁された。ポスターには理系女子3人組を演じる桐谷、水川、ブルゾンが起用された。理系女子という役柄を際立たせるために、桐谷がフラスコ、水川がビーカー、ブルゾンが試験管をそれぞれ手に持っている。それらのモチーフで顔をゆがませたりパーツを拡大させて、見た目のインパクトやメイクに欠かせないポイントなどを強調させた、ドラマの世界観を体現したビジュアルになっている。デザインを手掛けたのは広告、CDジャケット、映像、装丁など幅広く活動している吉田ユニが手掛ける。吉田は、桐谷とはファッション雑誌や報道番組の企画で顔を合わせたことがあり、水川主演のドラマ「東京女子図鑑」のメインビジュアルのデザインを担当している。また、ブルゾンは以前から吉田のInstagramのフォロワーであるなど、偶然にもそれぞれドラマ出演以前から繋がりがあった。
2017年3月25日、国立代々木競技場第1体育館で開催された第24回東京ガールズコレクション2017 SPRING / SUMMERにおいて、ドラマとのコラボステージが行われた。この練習風景がドラマの公式Twitterで公開された。また、この日、会場では桐谷演じる主人公がウォーキングを披露するシーンの撮影が行われた。2017年4月、原作が掲載されている「BE・LOVE」8月号にてクランクイン直前に行われた桐谷とのインタビューが掲載された。